# Anne Grommerch
Anne Grommerch (ur. 11 grudnia 1970 w Thionville, zm. 15 kwietnia 2016) – francuska polityk, parlamentarzystka, działaczka partyjna i samorządowa.

## Życiorys
Ukończyła studia z zakresu nauk przyrodniczych na jednym z uniwersytetów w Nancy. Pracowała w przedsiębiorstwach handlowych m.in. jako dyrektor ds. sprzedaży. W 2007 została zastępczynią poselską deputowanego Jeana-Marie Demange. Po jego śmierci w 2008 objęła mandat posłanki do Zgromadzenia Narodowego XIII kadencji. Została w międzyczasie radną miejską w Roussy-le-Village, a w 2010 uzyskała mandat radnej Lotaryngii. W wyborach parlamentarnych w 2012 jako kandydatka Unii na rzecz Ruchu Ludowego uzyskała poselską reelekcję na XIV kadencję. W czasie partyjnego kryzysu w tym samym roku opowiedziała się po stronie François Fillona. Po dojściu do porozumienia frakcji byłego premiera i nowego przewodniczącego UMP Jeana-François Copé w 2013 objęła stanowisko jednego z sekretarzy krajowych partii ds. kształcenia. W 2014 została także merem swojej rodzinnej miejscowości. Zmarła 15 kwietnia 2016 na skutek choroby nowotworowej.